# Brokopondo (district)
Brokopondo is een district van Suriname. De hoofdplaats is Brokopondo. Het district heeft een bevolking van 15.909 inwoners (2012) en een oppervlakte van 7364 km².

## Geschiedenis
In de 21e eeuw is goud ontdekt in het district, wat veel mensen van elders in Suriname maar ook uit andere delen van de wereld (met name Canada en Brazilië) heeft aangetrokken.

## Geografie
Het district Brokopondo grenst aan districten Para en Sipaliwini. Het wordt voor een groot gedeelte door regenwoud bedekt.

### Stuwmeer
Het grote Brokopondostuwmeer (vroeger van Blommesteinmeer) ligt in dit district bij de plaats Afobaka. Het stuwmeer is aangelegd tussen 1961 en 1964, voor de toelevering van stroom aan bauxietverwerkende industrie (en met name de energieverslindende aluminiumsmelters) bij Paranam.
| Het Brokopondostuwmeer |  | Verdronken bomen in het stuwmeer |
| Het Brokopondostuwmeer |  | Verdronken bomen in het stuwmeer |

## Bevolking
Volgens de volkstelling van 2012 wonen er 15.909 inwoners in Brokopondo, waarvan het overgrote deel marrons (13.172 mensen, ofwel 83%). Minderheden zijn mensen van gemengde afkomst (334 mensen), creolen (198 mensen), Chinezen (161 mensen),  Afro-Surinamers (149 mensen) en inheemsen (120 mensen). De andere bevolkingsgroepen zijn telkens door minder dan honderd personen in Brokopondo vertegenwoordigd, maar geen enkele ontbreekt volledig.
| Census 2012     | Aantal | %      |
| --------------- | ------ | ------ |
| Marrons         | 13.172 | 82,80% |
| overige         | 1258   | 7,91%  |
| onbekend        | 379    | 2,38%  |
| gemengd         | 334    | 2,10%  |
| Creolen         | 198    | 1,24%  |
| Chinezen        | 161    | 1,01%  |
| Afro-Surinamers | 149    | 0,94%  |
| Inheemsen       | 120    | 0,75%  |
| Hindoestanen    | 78     | 0,49%  |
| Javanen         | 45     | 0,28%  |
| Blanken         | 15     | 0,09%  |
| Totaal          | 15.909 | 100%   |

## Economie
In het district ligt de grote Rosebel-goudmijn, die vanaf 2004 in productie is. De maatschappij heeft een concessie om in een gebied van 170 km² goud te zoeken en te winnen.

## Bestuurlijke indeling

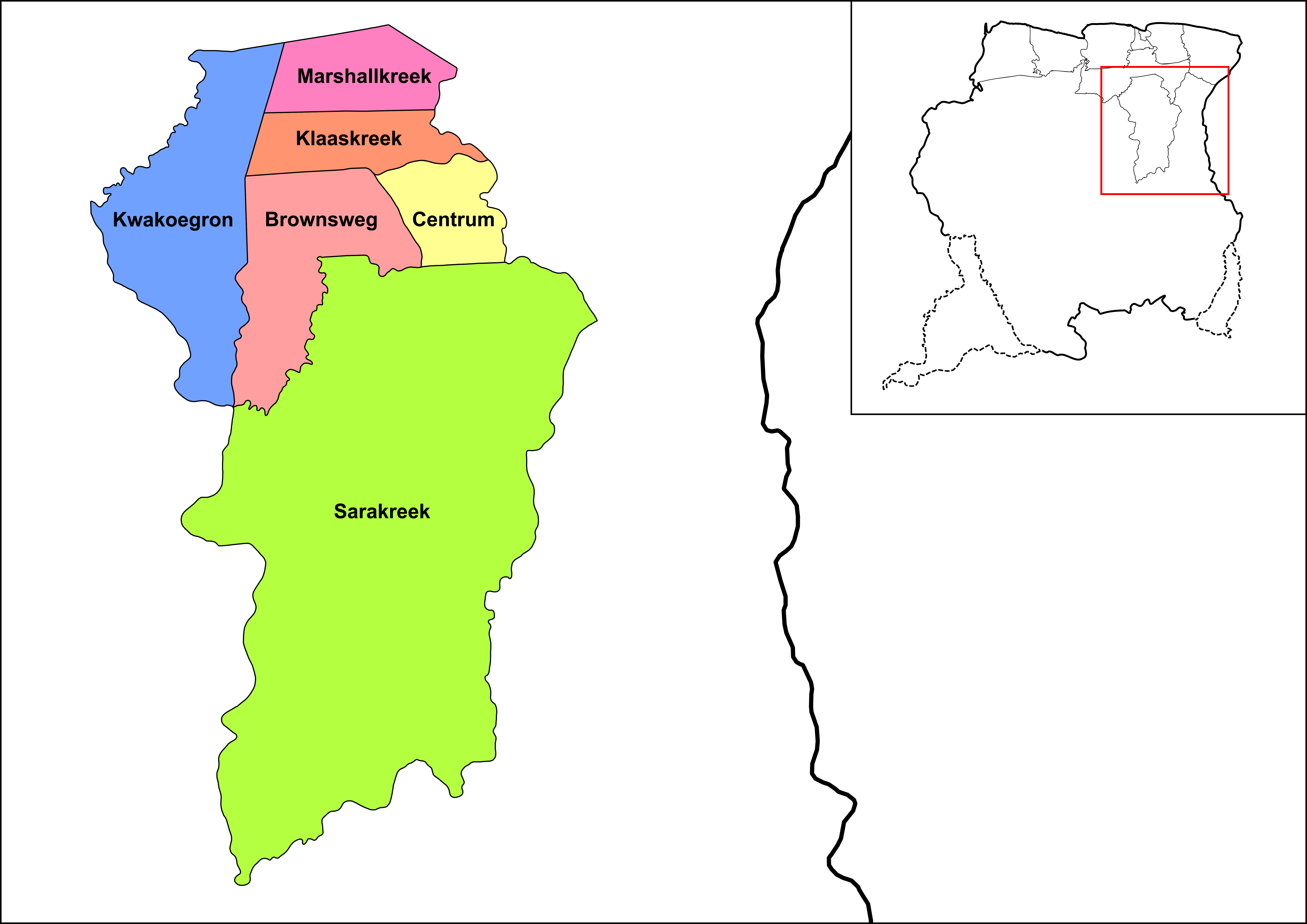
Ressorten van Brokopondo
Brownsweg (zalmroze)
Centrum (geel)
Klaaskreek (oranje)
Kwakoegron (blauw)
Maréchalkreek (magenta)
Sarakreek (groen)

Het district Brokopondo is in De Nationale Assemblée vertegenwoordigd door drie gekozen parlementariërs. Het district is politiek onderverdeeld in zes ressorten, te weten:
1. Brownsweg met 2208 inwoners;
2. Centrum met 2302 inwoners;
3. Klaaskreek met 1267 inwoners
4. Kwakoegron met 102 inwoners;
5. Maréchalkreek met 1001 inwoners;
6. Sarakreek met 1064 inwoners.

### Districtscommissarissen
Hieronder volgt een incomplete lijst van districtscommissarissen die het district hebben bestuurd:
| Districtscommissaris | van    | tot    | opmerking |
| -------------------- | ------ | ------ | --------- |
| Hugo Pinas           | ≤ 2005 | ≤ 2007 |           |
| Verno Prijor         | ≤ 2007 | 2012   |           |
| Yvonne Pinas         | 2012   | 2016   |           |
| Kenya Pansa          | 2016   | 2018   |           |
| Frederik Finisie     | 2018   | 2020   |           |
| Ludwig Mendelzoon    | 2020   | heden  |           |

## Natuur

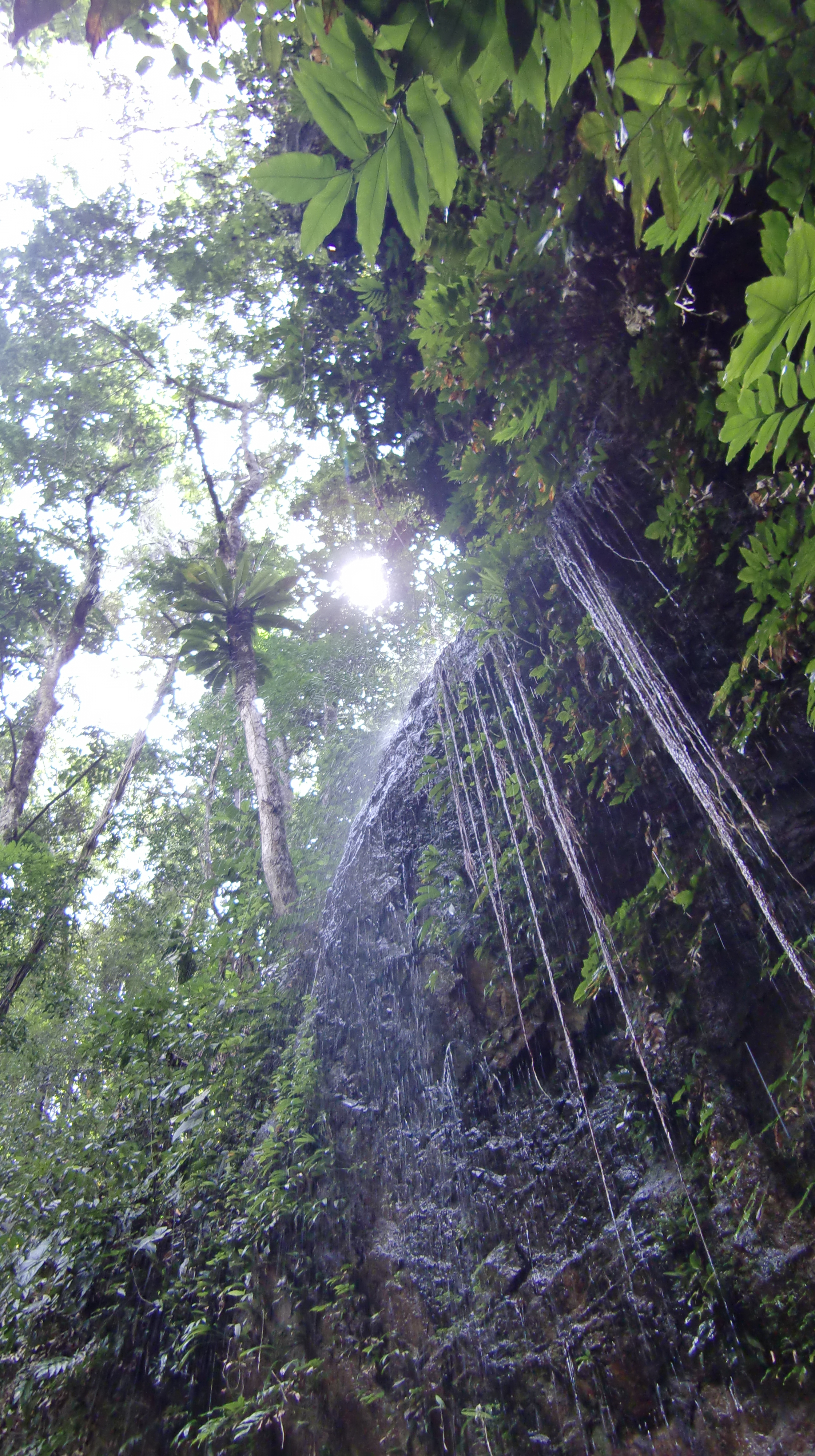
De Leovallen.

Het district heeft door de vele gebergtes ook vele watervallen, waaronder de Prinses Ireneval en de Leovallen die beide liggen in het natuurreservaat Brownsberg. Het natuurreservaat Brownsberg is samen met resorts in Berg en Dal en op eilandjes in het Brokopondostuwmeer een belangrijke bestemming voor toerisme in het district.